# نقد استجابة القارئ

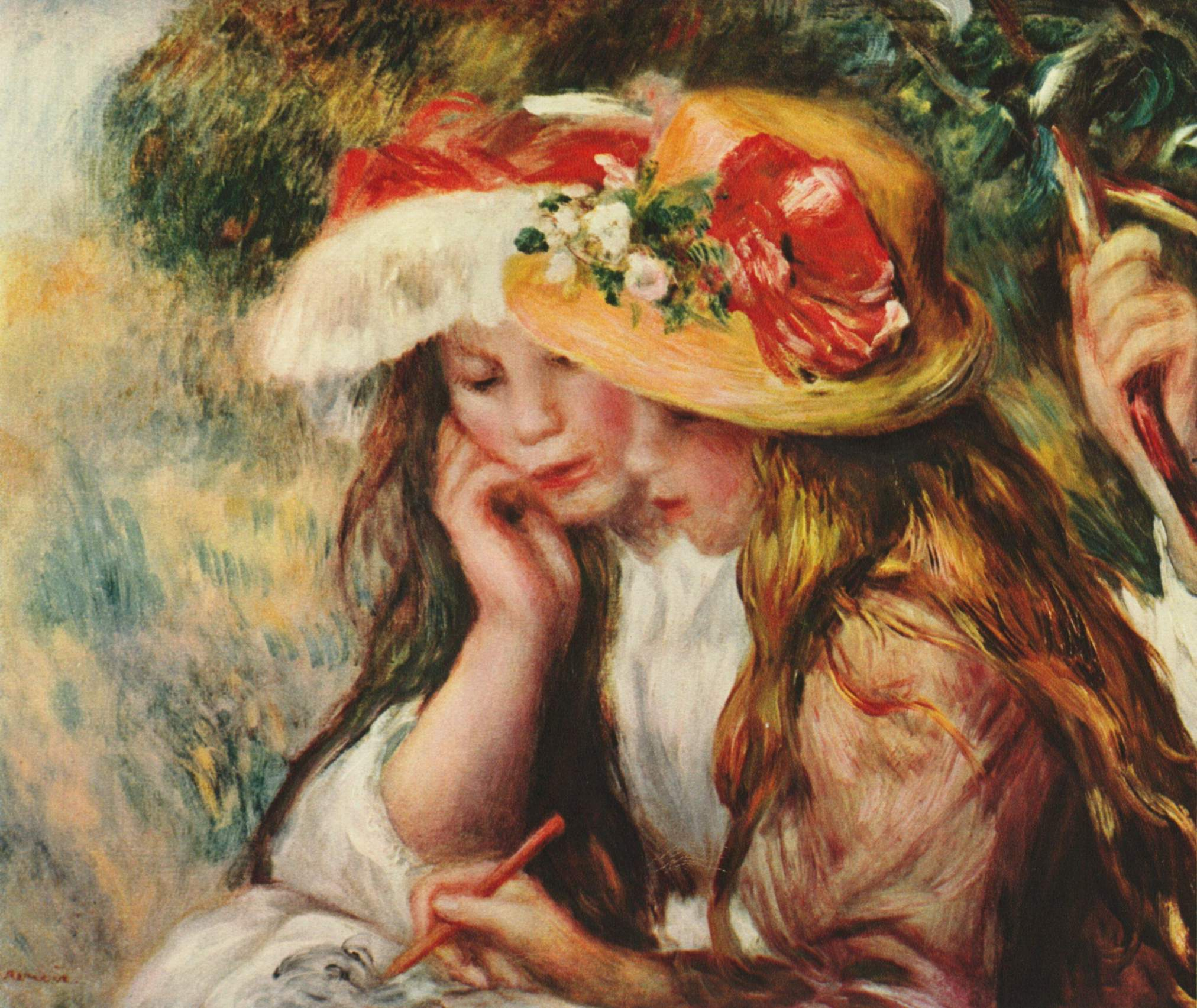

نقد استجابة القارئ، هو إحدى المدارس الفكرية المتخصّصة في النظرية الأدبية، تركّز هذه المدرسة على القارئ (أو «الجمهور») وتجربتهم في قراءة عمل أدبي ما. تختلف هذه المدرسة عن المدارس الفكرية والنظريات الأدبية الأخرى التي تركّز الاهتمام على المؤلف أو محتوى وشكل العمل في المقام الأول.
لم يبرز نقد استجابة القارئ الحديث حتّى ستينيات وسبعينيات القرن الماضي، على الرغم من إيلاء النظرية الأدبية لفترة طويلة من الزمن اهتمامًا محدودًا لدور القارئ في صوغ معنى وتجربة ما من قراءته لعمل أدبي؛ بدا الأمر جلّيًا في كلّ من الولايات المتّحدة وألمانيا، ولا سيما في أعمال نورمان هولاند وستانلي فيش وفولفجانج إيسرّ وهانز روبرت ياوس ورولان بارت وغيرهم. كان إيفور آرمسترونغ ريتشاردز ولويز روزنبلات وسي. إس. لويس أحد الأسلاف المهمّين في هذا المجال؛ إذ حلّل ريتشاردز مجموعةً من قراءات الطلبة الجامعيين الخاطئة في جامعة كامبريدج في عام 1929، بينما أكّدت روزنبلات في كتابها الأدب بوصفه استكشافًا (1938) على أهمية تجنّب المعلّم لفرض أي «أفكار مسبقة حول الطريقة الصحيحة للتفاعل مع أيّ عمل»، أمّا لويس فوضّح رؤيته في كتابه تجربة في النقد (1961). 
تقرّ نظرية استجابة القارئ بدور القارئ بوصفه عنصرًا نشطًا، إذ تعترف بقدرته على إضفاء «وجود حقيقي» على العمل وإتمامه للمعنى من خلال تفسيره. يناقش نقد استجابة القارئ الفكرة القائلة بأنه ينبغي النظر إلى الأدب بوصفه أحد أنواع فنون الأداء، إذ يصوغ كلّ قارئ من خلاله أدائه الخاص والفريد والمتعلّق بالنّص. تتعارض هذه النظرية بالكامل مع نظريات الشكلية والنقد الجديد، التي تتجاهل دور القارئ في إعادة صياغة الأعمال الأدبية. تؤكّد نظرية النقد الجديد على اقتصار معنى النّص على ما هو داخل النص. لم يسمح النقّاد الجدد التقليديون بمناقشة الطعن في سلطة المؤلّف أو نيّته، أو حتّى النظر في سيكولوجية القارئ. 

## الأنواع
توجد العديد من النهج المتّبعة في إطار الفرع النظري لنقد استجابة القارئ، تتّفق هذه النهج فيما بينها في اعتقادها المتمثّل باستمداد النص لمعناه من القارئ من خلال عملية القراءة. يسعى لويس تايسون إلى تحديد الاختلافات في النهج الخمس المعروفة والمتّبعة في نقد استجابة القارئ، إذ حذّر من الصعوبات التي ستظهر بشكل واضح في حال تصنيف منظّري استجابة القارئ، وذلك نظرًا لتداخل معتقداتهم وممارساتهم. أشرفت لويز روزنبلات على نظرية استجابة القارئ التبادلية واستفادت من دعم فولفجانج إيسرّ لها. تناقش هذه النظرية وجود علاقة تبادلية بين المعنى المُستنتج من النص والتفسير الفردي للقارئ المتأثر بمشاعره ومعرفته الشخصية. طوّر فيش الأسلوبية الانفعالية التي تؤمن بأنّه لا وجود للنص إلا بعد قراءته، ولذلك لا يمكن للنص أن يحمل معنى مستقل عن القارئ. تقترن نظرية استجابة القارئ الذاتية بدايفيد بليش، تتطلّع هذه النظرية إلى استجابة القارئ المرتبطة بالمعنى الأدبي، إذ تُقارن الاستجابات الفردية المكتوبة والمتعلّقة بالنص مع التفسيرات الفردية الأخرى بهدف الإبقاء على استمرارية المعنى. استخدم نورمان هولاند نظرية استجابة القارئ النفسية، إذ تؤمن هذه النظرية بالتأثير القوي لدوافع القارئ على كيفية القراءة، وبالتالي تُستخدم هذه القراءة في تحليل استجابة القارئ النفسية. تُعتبر نظرية استجابة القارئ الاجتماعية امتدادًا لأعمال ستانلي فيش السابقة، تشير هذه النظرية إلى صياغة أي تفسير فردي للنص ضمن مجتمع تفسيري من العقول، مكوّن من مشاركين يتقاسمون إستراتيجية محدّدة للقراءة والتفسير. يميل القراء إلى شكل معيّن من أشكال التفسير في جميع المجتمعات التفسيرية، وذلك نتيجةً للاستراتيجيات المُستخدمة خلال وقت القراءة.
ومن الطرق الأخرى لتنظيم منظّري استجابة القارئ هي تقسيمهم إلى ثلاث مجموعات: أولئك الذين يركّزون على تجربة القارئ الفردية («الفرديون»)، وأولئك الذين يجرون تجارب نفسية على مجموعة محددة من القرّاء («المجرّبون»)، وأولئك الذين يفترضون استجابة موحّدة إلى حدّ ما لجميع القراء («الموحّدون»). وبذلك، يستطيع المرء التمييز بين منظّري استجابة القارئ الذين ينظرون إلى القارئ الفردي بصفته قائدًا للتجربة بأكملها، وغيرهم ممّن يعتقدون أن التجربة الأدبية معتمدة على النص وموحّدة إلى حد كبير (على الرغم من وجود بعض الاختلافات الفردية التي يمكن التغاضي عنها). يستمدّ منظّرو المجموعة الأولى والمؤمنون بقدرة القارئ على التحكّم النقاط المشتركة في التجربة الأدبية من تقنيات القراءة والتفسير المشتركة، والتي يطبّقها مختلف القرّاء بشكل فردي. يستمّد منظّرو المجموعة الأخيرة والمؤمنون بقدرة النّص على التحكّم القواسم المشتركة للاستجابة من العمل الأدبي نفسه كما هو واضح. غالبًا ما يتجسّد الفرق الأكثر أهمية بين ناقدي استجابة القارئ في الاختلافات بين أولئك الذين يولون أهمية للفروق الفردية بين ردود القرّاء، وأولئك الذين يحاولون الالتفاف عليها.

### الفرديون
في ستينيات القرن الماضي، أكّدت نظرية ديفد بليش الأدبية المستوحاة تربويًا أن لا وجود للنص سوى بتفسير القرّاء له لأنّه موجود في أذهانهم، وأنه لا يمكن تحقيق القراءة الموضوعية بسبب عمليات الترميز وإعادة الترميز. تشتمل عمليتي الترميز وإعادة الترميز على كيفية تأثير المشاعر والاحتياجات والخبرات الفردية والشخصية في الحياة على كيفية تعامل القارئ مع النص؛ إذ يطرأ تغيير هامشي على المعنى. دعم بليش نظريته من خلال إجراء دراسة مع طلّابه، إذ سجّلوا فيها معانيهم الفردية حول النص أثناء تجربتهم له، ومن ثمّ سجّلوا استجابتهم على الاستجابة المبدئية المكتوبة الخاصّة بهم قبل مقارنتها باستجابات الطلاب الآخرين، وذلك لإثبات الدلالة الأدبية بشكل جماعي وفقًا للمعرفة «المتولّدة» للفصول الدراسية حول كيفية إعادة صياغة أشخاص معيّنين للنصوص. استخدم بليش هذه المعرفة في تشكيل نظريات حول عملية القراءة، وذلك بهدف إعادة توجيه تدريس الأدب في الفصول الدراسية.
أثبت كل من مايكل ستيغ ووالتر سلاتوف جنبًا إلى جنب مع بليش إمكانية بناء استجابات الطلاب الشخصية الخاصّة أساسًا للتحليلات النقدية في الفصل الدراسي. حثّ جيفري بيرمان الطلاب على كتابة استجاباتهم دون الكشف عن هويتهم، ومشاركة استجاباتهم المتمحورة حول الأعمال الأدبية التي تتناول مواضيع حساسة مع زملائهم في الفصل الدراسي، مثل الأعمال الأدبية المتعلّقة بالمخدّرات والأفكار الانتحارية والموت ضمن نطاق الأسرة وإساءة معاملة الوالدين وما إلى ذلك. يُعتبر الأمر بمثابة تطهير مشابه لنتائج العلاج. وبشكل عام، ركّز نقاد استجابة القارئ الأمريكيون على استجابات القراء الفردية. تنشر بعض المجلات الأمريكية مثل مجلة بحوث القراءة الفصلية وغيرها العديد من المقالات التي تطبّق نظرية استجابة القارئ على تدريس الأدب.
نشر سي. إس. لويس كتابه تجربة في النقد في عام 1961، إذ قام فيه بتحليل دور القراء في اختيار الأدب. حلّل لويس اختياراتهم في ضوء أهدافهم المتعلّقة بالقراءة.
نشر ستانلي فيش كتابه متفاجئ بالخطيئة في عام 1967، إذ يُعتبر هذا الكتاب بمثابة أول دراسة ركّزت على تجربة القراء في قراءة عمل أدبي ضخم مثل (الفردوس المفقود). استخدم فيش في ملحق «الأدب في القارئ» أداة التعريف مع كلمة قارئ لفحص الاستجابات المتعلّقة بالجمل المعقّدة بالتسلسل، إي كلمة بكلمة. وعلى الرغم من ذلك، حوّل فيش اهتمامه إلى الخلافات الحقيقية بين القراء الحقيقيين في عام 1967. تبحّر فيش في تكتيكات القراءة التي أقرّتها المدراس النقدية المختلفة، والاستاذة الأدبيون، والعاملون في القانون؛ وذلك بهدف طرح فكرة «المجتمعات التفسيرية» التي تتشارك في أنماط معيّنة من القراءة.